# Juego de las Estrellas de la Liga Nacional de Básquet 2015
El Juego de las Estrellas de la Liga Nacional de Básquet del 2015 fue el vigésimo séptimo (XXVII) evento de carácter amistoso y regular organizado por la Asociación de Jugadores. Tuvo lugar en el Luna Park en Buenos Aires, ciudad que albergó el evento por segundo año consecutivo y tercera vez en su historia. Fue entre el 12 y 13 de mayo del mismo año. En el primer día se disputaron los torneos individuales de Triples y Volcadas, además del "Tiro de las Estrellas" y el "Desafío de famosos", mientras que el segundo día fue el partido principal entre Nacionales y Extranjeros y la final del torneo de volcadas.
El partido fue ganado por los extranjeros, quienes superaron 90 a 76 al elenco nacional, y Lee Roberts fue considerado la figura del encuentro. Además de los tradicionales eventos, hubo un homenaje al plantel que ganó el mundial de 1950 compuesto por Oscar Furlong, Ricardo González, Omar Monza, Rubén Menini, Juan Carlos Uder e Ignacio Poletti, jugadores y Jorge Canavesi, el DT.

## Historia
El 17 de diciembre de 1990 se disputó el último Juego de las Estrellas en el Luna Park, donde el Equipo Blanco derrotó al Equipo Rojo 104 a 88. En aquella edición, Julio Ariel Rodríguez fue elegido como MVP en un partido que también contó con Héctor "Pichi" Campana y Marcelo Milanesio entre otros.

Es un desafío muy importante volver a un estadio mítico donde el básquet hizo historia. Es una apuesta muy grande de la AdJ junto con Imagen Deportiva el hecho de llevar el evento allí, por lo que significa el estadio y por el tamaño del mismo. Es parte del salto de calidad que le queremos dar.
Mike Stura, presidente de la AdJ.

## Juego de las estrellas
Los dos equipos fueron un combinado de jugadores nacionales (nacidos antes del 31 de diciembre de 1994) y un combinado de jugadores extranjeros, como desde 2010 de manera ininterrumpida, y desde 2004 exceptuando la edición de 2009.
Sobre un total de 13 938 votos, el primero de mayo se definieron ambos equipos. En esta edición participaran cuatro jugadores que ya fueron MVP, Paolo Quinteros, quien fuese en 2005 y 2012, Leonardo Gutiérrez en 2006, y Joshua Pittman en 2003 y el más reciente, Walter Baxley en la pasada edición.
De los jugadores, Paolo Quinteros no disputó el partido por tener una lesión muscular menor, pero aun así estuvo presente en el evento, por otro lado John De Groat, también con lesión, no viajó a Buenos Aires.
| Cinco más votados (13 938 votos totales) | Cinco más votados (13 938 votos totales) | Cinco más votados (13 938 votos totales) | Cinco más votados (13 938 votos totales) | Cinco más votados (13 938 votos totales) | Cinco más votados (13 938 votos totales) |
| Nacionales                               | Nacionales                               | Nacionales                               | Extranjeros                              | Extranjeros                              | Extranjeros                              |
| Jugador                                  | Equipo                                   | VT                                       | Jugador                                  | Equipo                                   | VT                                       |
| ---------------------------------------- | ---------------------------------------- | ---------------------------------------- | ---------------------------------------- | ---------------------------------------- | ---------------------------------------- |
| Bases                                    | Bases                                    | Bases                                    | Bases                                    | Bases                                    | Bases                                    |
| Bruno Lábaque                            | Atenas                                   | 4666                                     | Bruno Fitipaldo                          | Obras Sanitarias                         | 5873                                     |
| Nicolás Aguirre                          | Quimsa                                   | 2278                                     | Martín Osimani                           | Peñarol                                  | 4798                                     |
| Luca Vildoza                             | Quilmes                                  | 802                                      | Marcos Cabot                             | Argentino                                | 1345                                     |
| Phillip Hopson                           | Regatas Corrientes                       | 771                                      | Trevor Gaskins                           | Weber Bahía                              | 1254                                     |
| Franco Balbi                             | Argentino                                | 708                                      | Camontae Griffin                         | Lanús                                    | 668                                      |
| Escoltas                                 | Escoltas                                 | Escoltas                                 | Escoltas                                 | Escoltas                                 | Escoltas                                 |
| Diego García                             | Quimsa                                   | 3095                                     | Walter Baxley                            | Quilmes                                  | 5770                                     |
| Paolo Quinteros                          | Regatas Corrientes                       | 2133                                     | Reynaldo García                          | Estudiantes (C)                          | 2673                                     |
| Selem Safar                              | Obras Sanitarias                         | 1706                                     | Isaac Sosa                               | Boca Juniors                             | 1799                                     |
| Nicolás Brussino                         | Regatas Corrientes                       | 1217                                     | Sheard Keyron                            | Libertad                                 | 1531                                     |
| Eduardo Gamboa                           | Estudiantes (C)                          | 1111                                     | Winsome Frazier                          | La Unión de Formosa                      | 1421                                     |
| Aleros                                   | Aleros                                   | Aleros                                   | Aleros                                   | Aleros                                   | Aleros                                   |
| Federico Aguerre                         | Gimnasia Indalo                          | 1989                                     | Mauricio Aguiar                          | Obras Sanitarias                         | 3442                                     |
| Adrián Boccia                            | Peñarol                                  | 1520                                     | Jesse Pellot-Rosa                        | Ciclista Olímpico                        | 2705                                     |
| Pablo Espinoza                           | Regatas Corrientes                       | 1029                                     | Anthony Dandridge                        | Libertad                                 | 1565                                     |
| Sebastián Vega                           | Quimsa                                   | 1008                                     | Scott Rodgers                            | Sionista                                 | 1642                                     |
| Juan Fernández                           | Quimsa                                   | 910                                      | Cedric McGowan                           | La Unión de Formosa                      | 1417                                     |
| Ala pivotes                              | Ala pivotes                              | Ala pivotes                              | Ala pivotes                              | Ala pivotes                              | Ala pivotes                              |
| Leo Gutiérrez                            | Peñarol                                  | 2814                                     | Ramón Clemente                           | Obras Sanitarias                         | 1825                                     |
| Gabriel Deck                             | Quimsa                                   | 1750                                     | John De Groat                            | San Martín (C)                           | 1705                                     |
| Nicolás Romano                           | Lanús                                    | 972                                      | Lee Roberts                              | Ciclista Olímpico                        | 1690                                     |
| Leonardo Mainoldi                        | Quimsa                                   | 865                                      | Marcellus Sommerville                    | Regatas Corrientes                       | 1404                                     |
| Pablo Barrios                            | La Unión de Formosa                      | 809                                      | Darren Phillip                           | Sionista                                 | 1198                                     |
| Pivotes                                  | Pivotes                                  | Pivotes                                  | Pivotes                                  | Pivotes                                  | Pivotes                                  |
| Marcos Delía                             | Obras Sanitarias                         | 2430                                     | Robert Battle                            | Quimsa                                   | 5328                                     |
| Martín Leiva                             | Peñarol                                  | 1115                                     | Sam Clancy Jr.                           | Gimnasia Indalo                          | 1837                                     |
| Tayavek Gallizi                          | Quilmes                                  | 957                                      | Hakeem Rollins                           | Regatas Corrientes                       | 1438                                     |
| Tyler Field                              | Lanús                                    | 948                                      | Dillion Sneed                            | Boca Juniors                             | 1195                                     |
| Juan Pedro Gutiérrez                     | Obras Sanitarias                         | 925                                      | Jiri Hubalek                             | Libertad                                 | 742                                      |
| Entrenadores                             | Entrenadores                             | Entrenadores                             | Entrenadores                             | Entrenadores                             | Entrenadores                             |
| Silvio Santander                         | Quimsa                                   | 2669                                     | Nicolás Casalánguida                     | Regatas Corrientes                       | 2166                                     |
| Nicolás Casalánguida                     | Regatas Corrientes                       | 2078                                     | Julio Lamas                              | Obras Sanitarias                         | 2015                                     |
| Julio Lamas                              | Obras Sanitarias                         | 1805                                     | Sebastián Ginóbili                       | Weber Bahía                              | 1677                                     |
| Gonzalo García                           | Gimnasia Indalo                          | 959                                      | Silvio Santander                         | Quimsa                                   | 1649                                     |
| Fabio Demti                              | La Unión de Formosa                      | 881                                      | Gonzalo García                           | Gimnasia Indalo                          | 935                                      |

### Partido
| Nacionales | Nacionales | Nacionales       | Nacionales       | Nacionales       | Nacionales       |
| Jugador    | Jugador    | Pts              | Reb              | As               | Minutos          |
| ---------- | ---------- | ---------------- | ---------------- | ---------------- | ---------------- |
| 7          | Lábaque    | 9                |                  |                  |                  |
| 5          | García     | 7                |                  |                  |                  |
| 12         | Aguerre    | 4                |                  |                  |                  |
| 10         | Gutiérrez  | 15               |                  |                  |                  |
| 16         | Delía      | 12               |                  |                  |                  |
| Suplentes  |            |                  |                  |                  |                  |
| 18         | Aguirre    | 9                |                  |                  |                  |
| 13         | Quinteros  | -                |                  |                  |                  |
| 15         | Safar      | 5                |                  |                  |                  |
| 32         | Boccia     | 2                |                  |                  |                  |
| 24         | Espinoza   | 5                |                  |                  |                  |
| 14         | Deck       | 4                |                  |                  |                  |
| 11         | Leiva      | 2                |                  |                  |                  |
| Entrenador | Entrenador | Silvio Santander | Silvio Santander | Silvio Santander | Silvio Santander |

| Extranjeros | Extranjeros   | Extranjeros     | Extranjeros     | Extranjeros     | Extranjeros     |
| Jugador     | Jugador       | Pts             | Reb             | As              | Minutos         |
| ----------- | ------------- | --------------- | --------------- | --------------- | --------------- |
| 6           | Fitipaldo     | 9               |                 |                 |                 |
| 42          | Baxley        | 22              |                 |                 |                 |
| 21          | Aguiar        | 11              |                 |                 |                 |
| 1           | Clemente      | 4               |                 |                 |                 |
| 23          | Battle        | 11              |                 |                 |                 |
| Suplentes   |               |                 |                 |                 |                 |
| 31          | Osimani       | 10              |                 |                 |                 |
| 2           | García        | 21              |                 |                 |                 |
| 7           | Sosa          | 0               |                 |                 |                 |
| 11          | Pellot        | 2               |                 |                 |                 |
| 24          | Roberts (MVP) | 21              |                 |                 |                 |
| 50          | Clancy        | 0               |                 |                 |                 |
| Entrenador  | Entrenador    | N. Casalánguida | N. Casalánguida | N. Casalánguida | N. Casalánguida |

## Torneo de triples
El Torneo de triples, por motivos de patrocinio Torneo de Triples DirecTV, fue el vigésimo séptimo torneo de este tipo desde que se disputó en 1998 el primero, en la primera edición del Juego de las Estrellas. Se disputó en un día, el 12 de mayo y el campeón defensor era Bruno Lábaque, quien llevaba dos años consecutivos ganando el torneo.
Entre los participantes, destacó Luis Scola, invitado especial y la falta de Damián Palacios, hombre de Ciclista Juninense que, a pesar de tener un 40.8% de efectividad en tiros de 3 puntos, no pudo presentarse porque su equipo se encontraba disputando una instancia de play-off en la liga nacional.
El nuevo campeón fue Isaac Sosa, quien en la final encestó 25 de 30 tiros posibles.
Clasificados y primera ronda
| Jugador            | Equipo          | % Clasif.         | Pts |
| ------------------ | --------------- | ----------------- | --- |
| Bruno Lábaque      | Atenas          | último campeón    | -   |
| Luis Scola         | Indiana Pacers  | Invitado especial | 5   |
| Leonardo Mainoldi  | Quimsa          | 51.2 %            | 10  |
| Federico Aguerre   | Gimnasia Indalo | 48.2 %            | 10  |
| Santiago Scala     | Gimnasia Indalo | 45.6 %            | 12  |
| Isaac Sosa         | Boca Juniors    | 44.1 %            | 14  |
| John De Groat      | San Martín (C)  | 39.2 %            | -   |
| Juan Manuel Rivero | Atenas          | 38.6 %            | 13  |

Segunda ronda
| Jugador            | Equipo          | 1.ª F          | Pts    |
| ------------------ | --------------- | -------------- | ------ |
| Bruno Lábaque      | Atenas          | último campeón | 10     |
| Santiago Scala     | Gimnasia Indalo | 12             | 13 (9) |
| Isaac Sosa         | Boca Juniors    | 14             | 14     |
| Juan Manuel Rivero | Atenas          | 13             | 13 (5) |

Final
| Jugador        | Equipo          | Pts   |
| -------------- | --------------- | ----- |
| Santiago Scala | Gimnasia Indalo | 16/30 |
| Isaac Sosa     | Boca Juniors    | 25/30 |

## Torneo de volcadas
El Torneo de volcadas fue el vigésimo séptimo torneo de este tipo desde que se disputó en 1998 el primero, en la primera edición del Juego de las Estrellas. Se disputó en dos días, el y los campeones defensores eran Tayavek Gallizi, jugador quilmeño, y Rasheem Barret, extranjero quien ya no está en el país. Gallizi comenzó a participar en la segundo ronda.
Tras el primer día de competencia, tres jugadores clasificaron a la final del torneo. Tayavek Gallizzi fue nuevamente campeón del torneo y alcanzó el tercer lauro de manera consecutiva.
Primer día, primera ronda
| Pos | Jugador             | Equipo           | Puntaje 1 | Puntaje 2 | Total |
| --- | ------------------- | ---------------- | --------- | --------- | ----- |
| AP  | Ramón Clemente      | Obras Sanitarias | 44        | 50        | 94    |
| E   | Carlos Buemo        | Sionista         | 25        | 25        | 50    |
| E   | Ayan Núñez Carvalho | Weber Bahía      | 42        | 47        | 89    |
| P   | Jeremiah Wood       | San Martín (C)   | 41        | 43        | 84    |

Primer día, segunda ronda
| Pos | Jugador             | Equipo           | Puntaje 1 | Puntaje 2 | Total |
| --- | ------------------- | ---------------- | --------- | --------- | ----- |
| AP  | Ramón Clemente      | Obras Sanitarias | 50        | 49        | 99    |
| AP  | Tayavek Gallizi     | Quilmes          | 25        | 48        | 73    |
| E   | Ayan Núñez Carvalho | Weber Bahía      | 25        | 25        | 50    |
| P   | Jeremiah Wood       | San Martín (C)   | 45        | 49        | 94    |

Segundo día, final
| Pos | Jugador         | Equipo           | Puntaje 1 | Puntaje 2 | Total |
| --- | --------------- | ---------------- | --------- | --------- | ----- |
| AP  | Ramón Clemente  | Obras Sanitarias | 41        | 50        | 91    |
| P   | Jeremiah Wood   | San Martín (C)   | 44        | 45        | 89    |
| AP  | Tayavek Gallizi | Quilmes          | 45        | 49        | 94    |

## Tiro de las estrellas
El Tiro de las estrellas  es una competencia en grupos que reúne a un jugador profesional junto con uno retirado y una jugadora de la Selección femenina de básquetbol de Argentina. Se disputa desde el Juego 22 y esta será su sexta edición. 
Entre los participantes destaca el MVP de la Liga de Desarrollo, Juan Pablo Vaulet.
Los campeones fueron Jonatan Treise, Melissa Gretter y Sebastián Festa, quienes ganaron la final con una marca de 25 segundos.
Primera fase
| Equipo          | Tipo de jugador | Pos | Jugador           | Equipo          | 1a         | 2a         |
| --------------- | --------------- | --- | ----------------- | --------------- | ---------- | ---------- |
| Equipo naranja  | actual          | B   | Nicolás Aguirre   | Quimsa          | 1 min 02 s | 0 min 40 s |
| Equipo naranja  | leyenda         | E   | Héctor Campana    | -               | 1 min 02 s | 0 min 40 s |
| Equipo naranja  | femenina        | B   | Macarena Durso    | Vélez Sarsfield | 1 min 02 s | 0 min 40 s |
| Equipo verde    | actual          | E   | Selem Safar       | Obras           | 0 min 31 s | 0 min 42 s |
| Equipo verde    | leyenda         | A   | Leandro Palladino | -               | 0 min 31 s | 0 min 42 s |
| Equipo verde    | femenina        | A   | Paula Reggiardo   | Obras           | 0 min 31 s | 0 min 42 s |
| Equipo amarillo | actual          | B   | Jonatan Treise    | Boca Juniors    | 0 min 21 s | 0 min 41 s |
| Equipo amarillo | leyenda         | B   | Sebastián Festa   | -               | 0 min 21 s | 0 min 41 s |
| Equipo amarillo | femenina        | B   | Melisa Gretter    | Unión Florida   | 0 min 21 s | 0 min 41 s |
| Equipo fucsia   | actual          | A   | Juan Pablo Vaulet | Weber Bahía     | 0 min 51 s | 0 min 49 s |
| Equipo fucsia   | leyenda         | B   | Daniel Farabello  | -               | 0 min 51 s | 0 min 49 s |
| Equipo fucsia   | femenina        | AP  | Victoria Llorente | Lanús           | 0 min 51 s | 0 min 49 s |

Final
| Equipo          | Tipo de jugador | Pos | Jugador         | Equipo          | 1a         |
| --------------- | --------------- | --- | --------------- | --------------- | ---------- |
| Equipo amarillo | actual          | B   | Jonatan Treise  | Boca Juniors    | 0 min 25 s |
| Equipo amarillo | leyenda         | B   | Sebastián Festa | -               | 0 min 25 s |
| Equipo amarillo | femenina        | B   | Melisa Gretter  | Unión Florida   | 0 min 25 s |
| Equipo naranja  | actual          | B   | Nicolás Aguirre | Quimsa          | 1 min 20 s |
| Equipo naranja  | leyenda         | E   | Héctor Campana  | -               | 1 min 20 s |
| Equipo naranja  | femenina        | B   | Macarena Durso  | Vélez Sarsfield | 1 min 20 s |

## Torneo de 3x3
Además de los eventos comunes, hubo un torneo de básquet 3x3, siendo la primera vez que se disputó y con inscripción abierta. Fue patrocinado tanto por Imagen Deportiva, organizador del evento, como por el Gobierno de la Ciudad de Buenos Aires.

Agradecemos al Gobierno de la Ciudad por el apoyo. Queremos darle otra imagen al Juego de las Estrellas, un evento con todo y además un 3×3 donde pueda jugar cualquier persona al básquet.
Guillermo Marín, presidente de Imagen Deportiva.